# Бейгер, Лукаш
Лу́каш Бе́йгер (пол. Łukasz Bejger; 11 января 2002, Голюб-Добжинь) — польский футболист, защитник клуба «Целе».

## Клубная карьера
Лукаш Бейгер родился в городе Голюб-Добжинь и играть в футбол начинал в местном клубе любительского уровня. В 2015 году Бейгер присоединился к молодёжной команде познаньского «Леха», где провёл три года.
Летом 2018 года защитник заключил контракт с английским клубом «Манчестер Юнайтед». В Англии Бейгер играл в молодёжной команде МЮ. Также в составе «манкунианцев» поляк участвовал в Юношеской лиге для футболистов в возрасте до 19 лет.
В январе 2021 года Бейгер вернулся в Польшу, где подписал контракт на 4,5 года с клубом Экстракласса «Шлёнск» из Вроцлава. 28 февраля футболист дебютировал в составе нового клуба.

## Карьера в сборной
Лукаш Бейгер с 2017 года представлял Польшу в составе юношеских сборных разных возрастов. В 2021 году футболист получил приглашение в молодёжную сборную Польши.